# استیلید

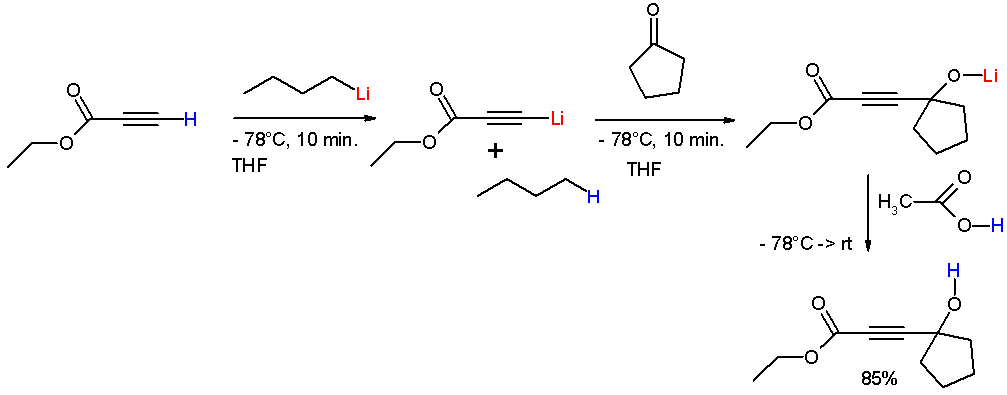
استیلید

استیلید اشاره به ترکیب‌های با فرمول شیمیایی MC≡CH و MC≡CM دارد که در آن M یک فلز است. البته این عبارت برای واکنش‌های جانشینی استیلید که ساختار کلی RC≡CM داشته باشند (R یک زنجیر جانبی آلی است) هم بکار می‌رود. استیلیدها، واکنش‌گرهای ناب در سنتز آلی اند. کلسیم استیلید که به آن کلسیم کاربید گفته می‌شود یک محصول تجاری پرکاربرد است.